# 日本考古学会
日本考古学会（にっぽんこうこがっかい；英文表記The Archaeological Society of Nippon） は、日本で最も長い歴史を持つ考古学の学会である。国内外の考古学研究者・博物館関係者、教師・学生のみならず、一般にも広く門戸を開放する。

## 沿革

### 「考古学会」時代
1895年（明治28年）に「考古学会」として設立され、同年4月に発会式が執り行われた。
帝室博物館（現・東京国立博物館）を母体に、当時高等師範学校教授であった三宅米吉を中心とするものであった。三宅起草の設立趣意書には、「本会は同志相集まり本邦考古学の研究に従事するものにして、其の目的は本邦歴世の風俗・利度・文物・技能を明らかにするにあり」とある。当時、人類学会（東京帝国大学人類学教室が母体）が石器時代の考古学分野まで担っていた状況から、考古学の独立宣言とも言われるが、考古学会は弥生・古墳時代を中心とした。

### 「日本考古学会」
1941年1月に皇紀2600年を記念して、「日本考古学会」と改名された。

## 入会規定・活動内容
入会審査はない。会費を納めることで会員となる。入会方法ならびに会則は、基幹雑誌である『考古学雑誌』の奥付に掲載されている。

## 刊行物
『考古学雑誌』
機関誌『考古学会雑誌』は1896年に発刊され、28冊を刊行して1900年の3篇4号で終刊した。機関誌は1900年から『考古』と改題されて1-7号を刊行した。1901年には『考古界』と改題され、96冊を出して8篇12号で1910年に一旦終刊した。同年9月25日に『考古学雑誌』が創刊され、現在に至っている。1944年8月の34巻8号で一旦中断、45年2月に34巻9号を出し、1947年10月の34巻10号以降は復活した。
日本考古学会は、現在も東京国立博物館に事務所を置き、例会における研究発表と雑誌刊行を継続している。『考古学雑誌』は第99巻から年2回発行となっている。2022年の104号からは、全ページカラー印刷の誌面となった。

## 歴代会長
- 1901～1929年：三宅米吉
- 1929～1936年：坪井九馬三
- 1936～1941年：黒板勝美
- 1941～1946年：黒板勝美
- 1947～1974年：原田淑人
- 1975～?：和田章一
- 2023年現在：高濱秀